# Karl von Pflanzer-Baltin
Karl Freiherr von Pflanzer-Baltin (Pečuh, 1. lipnja 1855. – Beč, 8. travnja 1925.) je bio austrougarski general i vojni zapovjednik. Tijekom Prvog svjetskog rata zapovijedao je 7. armijom na Istočnom bojištu.

## Vojna karijera
Karl von Pflanzer-Baltin je rođen kao Karl Pflanzer 1. lipnja 1855. u Pečuhu. U vojsku je stupio još kao kadet, pohađajući kadetske škole u Marburgu i Željeznom. Nakon toga pohađao je Terezijansku vojnu akademiju, te nakon završetka iste 1875. s činom poručnika služi u 1. dragunskoj pukovniji. Od 1877. pohađa časničku školu u Pardubicama, da bi nakon toga pohađa Vojnu akademiju u Beču koju završava 1880. godine. Po završetku vojne akademije služi kao stožerni časnik u Lavovu, Przemyslu i Temišvaru, te Mostaru gdje je u svibnju 1884. promaknut u satnika. Od 1889. služi u 1. ulanskoj pukovniji u Tarnowu, da bi nakon toga s činom bojnika kojeg je dostigao u svibnju 1891. dobio mjesto instruktora na Vojnoj akademiji u Beču. U svibnju 1897. promaknut je u čin pukovnika da bi odmah nakon toga bio imenovan načelnikom stožera XI. korpusa sa sjedištem u Lavovu. Godine 1898. Pflanzerov ujak satnik Josef Freiherr von Baltin koji nije imao djece je preminuo, te je Pflanzeru dopušteno kao njegov nasljednik 21. veljače 1898. njegovu plemićku titulu prenijeti na sebe tako da od tada koristi ime Karl Freiherr von Pflanzer-Baltin.
U ožujku 1903. postaje zapovjednikom 32. pješačke brigade dok je u svibnju te iste godine promaknut u general bojnika. U ožujku 1907. postaje zapovjednikom 4. pješačke divizije smještene u Brünnu da bi u studenom te godine bio promaknut u podmaršala nakon čega u ožujku 1909. postaje glavnim inspektorom časničkog korpusa. U lipnju 1914. podnosi zahtjev za mirovinu, ali je početak Prvog svjetskog rata odgodio njegov odlazak u istu.

## Prvi svjetski rat
Nakon početka Prvog svjetskog rata Pflanzer-Baltinov odlazak u mirovinu je odgođen. Pflanzer-Baltin služi najprije u tehničkoj vojnoj komisiji, da bi u listopadu 1914. postao zapovjednikom armijske grupe koja je po njemu nazvana Armijska grupa Pflanzer-Baltin. Ujedno je u studenom unaprijeđen u čin generala konjice. Pflanzer-Baltin je kao zapovjednik armijske grupe trebao spriječiti ruski prodor preko Karpata, ali je tako reorganizirao svoje trupe da mu je ubrzo dano dopuštenje za napad. Pflanzer-Baltin je napao Ruse, te ih je prisilio na povlačenje ne prijeratnu granicu za što je i odlikovan Vojnim redom cara Leopolda. U veljači 1915. pojačan njemačkim jedinicama Pflanzer-Baltin je ponovno napao ruske snage, te su njegove jedinice oslobodile Czernowitz.
Armijska grupa Pflanzer-Baltin preimenovana je u svibnju 1915. 7. armiju. U ofenzivi Gorlice-Tarnow Pflanzer-Baltinova 7. armija koja se većim dijelom činili vojnici madžarske i hrvatske nacionalnosti prodrla je do rijeke Dnjestar koju je ubrzo i prešla, te je do kolovoza 1915. dosegla rijeku Siret. Međutim, kako je južnije probijena linija koju su držale njemačke postrojbe Pflanzer-Baltin se morao povući što je učinio vrlo vješto s vrlo malim gubicima. Tijekom listopada i studenog utvrdio je dosegnute položaje, te je uspješno odbio napad nadmoćnijih ruskih snaga tijekom prosinca 1915. i siječnja 1916. godine. Za navedene uspjehe Pflanzer-Baltin dobio je više odlikovanja, između ostalih, i od Osmanskog Carstva, te je proglašen počasnim doktorom prava na Sveučilištu u Czernowitzu. U svibnju 1916. promaknut je u čin general-pukovnika, čime je Pflanzer-Baltinova karijera dosegnula vrhunac.
Međutim, u lipnju 1916. Pflanzer-Baltinova 7. armija pretrpjela je teške gubitke u Brusilovljevoj ofenzivi. Ruske su snage položaje koje je držala 7. armija napale takvom žestinom da je ista zbog teških gubitaka gotovo u potpunosti uništena. Velikim gubitcima doprinio je i sam Pflanzer-Baltin koji je previše vojnika koncentrirao u prednjim rovovima zbog čega su oni preciznim djelovanjem ruskog topništva već na početku pretrpjeli velike gubitke. Sedma armija imala je 100.000 poginulih i ranjenih, te je prisiljena na povlačenje. Rusi su ponovno zauzeli Czernowitz i istočnu Bukovinu, te su doprli do važnih karpatskih prijevoja ugrožavajući time i samu Ugarsku. Kako bi se suzbila ruska ofenziva i bojište stabiliziralo morala su biti upućena znatna njemačka pojačanja. Njemački Glavni stožer izrazio je nezadovoljstvo Pflanzer-Baltinovim zapovijedanjem, te je na kraju Pflanzer-Baltin u rujnu 1916. smijenjen s mjesta zapovjednika 7. armije. Formalno, odstupio je s dužnosti na vlastiti zahtjev zbog zdravstvenih razloga, te je 19. studenog 1916. umirovljen.
Pflanzer-Baltin nije međutim dugo bio umirovljenik. U ožujku 1917. ponovno je reaktiviran, te je imenovan glavnim inspektorom pješaštva. U srpnju 1918. postaje zapovjednikom XIX. korpusa koji su nalazio na Solunskom bojištu, a koji je ubrzo preimenovan u Armijsku grupu Albanija. Zapovijedajući navedenom armijskom grupom uspio je ostvariti posljednju pobjedu Centralnih sila u Prvom svjetskom ratu kada je u kolovozu uspješno najprije suzbio talijanski napad, te pokrenuo protuofenzivu koja je zbog velikih gubitaka uzrokovanih malarijom ipak morala biti zaustavljena. Međutim, kada je Bugarska izišla iz rata, Pflanzer-Baltinov položaj znatno se je pogoršao, te je prisiljen povući se u planinske dijelove Albanije gdje je dočekao završetak rata. Kako su zbog teškog terena vijesti o raspadu i kapitulaciji Austro-Ugarske teško putovale, Pflanzer-Baltin svoje postrojbe predao je saveznicima tek 18. studenoga 1918. godine.

## Poslije rata
Nakon završetka rata Pflanzer-Baltin je 1. prosinca 1918. umirovljen. Živio je u Beču gdje je u 70. godini života 8. travnja 1925. godine i preminuo. Bio je oženjen s Hedwigom Feger s kojom je imao dva sina. 

## Vanjske poveznice
(eng.) Karl von Pflanzer-Baltin na stranici Firstworldwar.com

(eng.) Karl von Pflanzer-Baltin na stranici Austro-Hungarian-Army.co.uk

(eng.) Karl von Pflanzer-Baltin na stranici Oocities.org

(rus.) Karl von Pflanzer-Baltin na stranici Hrono.ru

(njem.) Karl von Pflanzer-Baltin na stranici Weltkriege.at
| Prethodnik: | Zapovjednik 7. armije Karl von Pflanzer-Baltin | Nasljednik:        |
| nitko       | Zapovjednik 7. armije Karl von Pflanzer-Baltin | Karl von Kirchbach |